# Theodore Racing
Theodore Racing je bila automobilistička momčad iz Hong Konga, koju je osnovao Teddy Yip i koja se natjecala u Formuli 5000 i Formuli 1.

## Vanjske poveznice
- Theodore Racing - Stats F1